# نوع (تصنيف)
النوع أو أنواع بيولوجية (بالإنجليزية: Species)‏ في علم الأحياء هو أحد وحدات التصنيف الحيوي الأساسية، وهو مرتبة تصنيفية أساسية في علم التصنيف. غالبا ما يُعَرَّف النوع على أنه مجموعة من الكائنات الحية القادرة على التزاوج فيما بينها وإنتاج نسل خصب. ومع أن هذا التعريف يكون كافيا في الكثير من الحالات، إلا أنَّ هنالك صعوبة في تعريف مفهوم النوع، وهذا ما يُعْرَف بمشكلة النوع. فغالبا ما تستخدم تدابير أخرى مختلفة لتعريفه، مثل تشابه الدنا، المورفولوجيا، أو الخانة البيئية ecological niche. تواجد سمات تكيفية مختصة بالبيئة المحلية قد يؤدي لتقسيم النوع إلى أصنوفات تحت مستوى النوع [الإنجليزية]، مثل النُوَيْع (أو الأصنوفات الأخرى التي تستعمل في علم النبات مثل الضروب أو الضريبات أو الأشكال الخاصة).
الأنواع المنتمية لنفس الأسلاف تُصَنف في جنس واحد، وذلك يتم بالاستناد إلى التشابهات بينها. تحديد مدى التشابه يقوم على مقارنة الخصائص الفيزيائية عندما تكون متاحة، وعلى وجه الخصوص تسلسلات الدنا. كل الأنواع يطلق عليها تسميات ثنائية -اسم مُكَون من كلمتين. بحيث تحدد الكلمة الأولى اسم الجنس الذي ينتمي إليه النوع، والكلمة الثانية تحدد الاسم النوعي، أو الاسم النباتي (يستخدم في علم النبات). التسمية الثنائية الرسمية تَستخدم الصياغة النحوية اللاتينية، ولكنها قد تكون مبنية على كلمات من لغات أخرى. على سبيل المثال، الإنسان العاقل Homo sapiens هو أحد الأنواع التي تنتمي إلى جنس الهومو Homo، التسميات الثنائية تكتب بخط مائل.
من الضروري توفر تعريف فعال لمفهوم النوع ووسائط لتحديد الأنواع والتعرف عليها من أجل وضع فرضيات حيوية واختبارها، ومن أجل قياس التنوع الحيوي. ولكن قد تستعمل مستويات تصنيفية أخرى في دراسات أوسع نطاقاً، مثل الفصيلات. عادةً يصعب تحديد رتب تصنيفية دقيقة للأنواع المنقرضة التي تم التعرف عليها فقط من السجلات الأحفورية. ولهذا السبب غالباً ما تستعمل مستويات تصنيفية أعلى في الدراسات المبنية على الأحافير.
يُقدر العدد الكلي للأنواع غير البكتيرية في العالم بنحو 8.7 مليونا. والتقدريات السابقة كانت تتراوح بين مليونين إلى مئة مليون.

## التعريف العملي للأحيائيين
توفر تعريف وافٍ لمفهوم النوع ووسائط لتحديد الأنواع والتعرف عليها يُعد ضرورة من أجل وضع فرضيات حيوية واختبارها، وكذلك لقياس التنوع الحيوي. قبل الإقرار بنوع ما، من التقليدي أن تتم دراسة عدة أمثلة على النوع المقترح من أجل توحيد خصائصه. وعادةً يصعب تحديد رتب تصنيفية دقيقة للأنواع المنقرضة التي تم التعرف عليها من السجلات الأحفورية فقط.
بعض الأحيائيين يعتبرون الأنواع ظواهر إحصائية، وذلك بخلاف النظرة التقليدية التي ترى النوع كرُتبة من الكائنات الحية. يُعَرَّف النوع في هذه الحالة على أنه سلالة تتطور على انفراد وتشكل تجميعة جينية واحدة. الحدود في هذا التعريف غير واضحة. وذلك رغم أنَّ التمييز بين السلالات المتشابهة يستند إلى تسلسلات الدنا والمورفولوجيا. ولكن تعريف مصطلح «النوع» ما زال محلا للجدل، وعلى الأخص فيما يتعلق ببدائيات النوى. وهذا ما يُسمى بمشكلة النوع. لقد قام علماء الأحياء بوضع تعريفات كثيرة أكثر دقة، ولكن اختيار التعريف العملي المناسب يتعلق بخصائص الأنواع المعنى بها.

### التسمية العامة
التسميات المستعملة عامةً للإشارة لأصنوفات الحيوانات والنبات عادةً تشير إلى النوع، مثل الأسد والطرخوم. وبعض هذه التسميات العامة تشير لتصنيفات أعلى، فمثلاً القنفذ هو فصيلة تشمل سبعة عشر نوعاً، وتسمية الثعلب تشير إلى الكثير من الأنواع المُنتمية لفصيلة الكليبات.

### التسمية العلمية
عندما يُكتشف كائن حي جديد، يجب تحديد ما إذا كان نوعاً جديداً، نُوَيْعاً جديداً، أو مجرد شكل مختلف لنوع معروف. وبما أنه لا يوجد تعريف واحد موحد وواضح للنوع، فإنَّ العملية قد تستغرق وقتاً طويلاً، فضلاً عن أنها تكون معرضة للنقاش والاختلاف.
في وضع مثالي، يُطلق على النوع تسمية علمية رسمية. ففي الحقيقة هنالك الكثير من الأنواع التي تم وصفها لكنها غير مسماة. وبحسب العُرف، يعطى حق تسمية النوع لمكتشفه، أو، على وجه التحديد، للذي وصفه علمياً (حتى وإن لم يكن هو الذي اكتشفه في الطبيعة). هنالك نظم وقواعد يجب اتباعها عند تسمية النوع، وقد وُضعت في قانون التسمية الحيوانية العالمي وقانون التسمية النباتية العالمي. فيجب أن تتبع التسميات معايير رسمية عديدة.
بشكل عام تتبع تسمية الكائنات الحية نظاماً أنشأه كارولوس لينيوس عام 1758. وكل اسم علمي للنوع يتكون من كلمتين: الأولى هي اسم الجنس ويبدأ بحرف كبير، ويتبعها اسم النوع الذي يبدأ بحرف صغير. على سبيل المثال، الاسم العلمي للزعتر الشائع هو Thymus vulgaris، بحيث Thymus هو اسم الجنس، وvulgaris هو اسم النوع. التسمية الثنائية للنوع تكتب بخط مائل في الطباعة.
إنَّ ضرورة أن تكون التسمية العلمية باللغة اللاتينية أو الإنجليزية المصوغة بصيغة لاتينية هو اعتقاد شائع خاطيء. فرغم أنه أمر إلزامي في بعض الحالات، إلا أنه ليس شرطاً مطلقاً. اسم النوع يجب أن يصاغ بأحرف الأبجدية اللاتينية، ولكن العديد من تسميات الأنواع تأتي عن لغات أخرى. وليس من الضروري أن يكون اسم النوع آت من لغة معينة، فطالما يكون الاسم غير مربك ولفظه ممكن فإنه مقبول. هذا يجعل من الاسم "zemuming" مقبولاً والاسم "dmngsdsf" غير مقبول.

### التصنيف ضمن الأجناس
بما أنَّ اسم الجنس يجب أن يعكس العلاقات بين الأنواع التي تنتمي إليه، فإنَّ بعد اكتشاف نوع معين، تنبغي المحاولة لتحديد الجنس الذي ينتمي إليه (بالإضافة لتحديد التصنيفات الأعلى تدرجاً). ولذلك في معظم الحالات يكون اسم الجنس ثابتاً، واسم النوع يختاره الواصف علمياً للنوع، إلا في الحالات التي تُكتشف بها أجناس جديدة.
بعد إطلاق تسمية على النوع، يتم ضمه إلى جنس معين. وهذا قد يعني أنَّ القرابة التي بين النوع وبين باقي الأنواع التابعة لنفس الجنس تكون أقرب من القرابة التي بينه وبين الأنواع التابعة لأجناس أخرى. النوع والجنس عادة يُعَرَّفان كجزء من تدرج تصنيفي أكبر. أشهر الرتب التصنيفية هي، وبالترتيب: الحياة، النطاق، المملكة، الشعبة، الصف، الرتبة، الفصيلة، الجنس، والنوع. تعيين الكائنات في أجناس ليس أمرا ثابتاً. فقد يتم لاحقا تعيين نوع ما لجنس مختلف، وفي هذه الحالة تتغير تسميته.

## تعريفات مفاهيم النوع

### النوع المورفولوجي
في النوع التنميطي أو التيبولوجي typological أو المورفولوجي، مفهوم النوع هو مجموعة من الكائنات الحية التي يتشارك أفرادها بخصائص مورفولوجية أو ظاهرية تميزهم عن المجموعات الأخرى. أي أنَّ الاختلافات في النمط الظاهري (مثل الأذيال الطويلة والقصيرة) هي التي تميز النوع. وهذه الوسيلة كانت تستعمل كطريقة كلاسيكية لتحديد الأنواع. ولكن هناك أنواع تبدو متماثلة كلياً ولا يمكن التفرقة بينها بالاستناد إلى شكلها. وأحيانا اختلاف الأنماط الظاهرية لا يدل على اختلاف في الأنواع. وقد تظهر أنماط ظاهرية وسطية نتيجة للتهجين. إلا أنَّه يتعين على اختصاصيو التصنيف استعمال هذا التوجه لتصنيف الكائنات الحية اللاجنسية. الأنواع في هذا السياق تسمى أنواعاً شكلية.

### مفهوم النوع البيولوجي
مجموعة من التجمعات التي لها القدرة على التكاثر فيما بينها ولا تقدر على التزاوج بنجاح بتجمعات أخرى. هذا المفهوم قابل للاختبار، ويؤكد على الانعزال كمعيار لتحديد لأنواع، الأمر الذي يتوافق مع آليات الانتواع. إلا أنه لا يمكن تطبيقه على الكائنات المنقرضة، اللاجنسية، أو تلك التي تم الاستدلال عليها بالأحافير. بالإضافة إلى أنَّ التهجين شائع في النباتات. وهناك أنواع متشعبة تتزاوج فيما بينها بانتظام وتكرارية.

### النوع التطوري السلالي
وفقا لمفهوم النوع التطوري السلالي phylogenetic، النوع هو «طرف» شجرة تطور السلالات. أي أصغر مجموعة من الكائنات الحية ذات سلف مشترك والتي يمكن تمييزها عن المجموعات الأخرى.

### مفهوم النوع البيئي
مجموعة من الكائنات المتكيفة على مجموعة معينة من الموارد في البيئة، التي تعرف بالموقع البيئي niche.

## تاريخ التصنيف
قام الإنسان بدراسة المخلوقات وصنفها حسب أهميتها الاقتصادية إلى مفيدة وعديمة الفائدة. وكان العالم اليوناني أرسطو (350 قبل الميلاد) وتلميذه ثيوفراستس أول من قام بتصنيف مفصل للكائنات الحية فصنفا النباتات إلى أشجار وشجيرات وأعشاب والحيوانات إلى مائية وبرية وطائرة.

## أسس علم التصنيف
يُعتمد على أسس عديدة للتصنيف من أجل الربط بين الكائنات المختلفة لربطها في سلم تصنيفي واحد. ومن هذه الأسس:
- التشريح المقارن

من خلال دراسة التركيب التشريحي لمجموعات مختلفة من الكائنات الحية والتوصل إلى أدلة عديدة على تشابه أو تقارب الكائنات التي تنتمي لتلك المجموعات.
- - التراكيب متشابهة النسق:

مثل الزوائد أو أطراف بعض الحيوانات المبنية على أساس تشريحي واحد رغم اختلاف شكلها العام أو وظائفها
- - التراكيب الأثرية:

تراكيب ضمرت، أو تراكيب غير معروفة الفائدة، رغم أنها نامية مثل الزائدة الدودية، وعضلات الأذن.
- الكيمياء الحيوية

بدراسة التفاعلات الكيميائية التي تحدث داخل الكائنات الحية يمكن التوصل إلى الأصول المشتركة بين الكائنات الحية وتحديد مدى التقارب بينها. وهذه التفاعلات تتضمن: تفاعلات عملية الأيض، الإنزيمات، الهرمونات، مركبات التوافق النسيجي.
- علم الوراثة

من خلال دراسة عدد الكروموسومات، والخرائط الجينية، والتحليل الكيميائي للدنا، يمكن التعرف على مدى التقارب بين الكائنات الحية.
- طرق التكاثر

أحد أهم أساسيات التصنيف بشكل عام، حيث يتم دراسة طريقة التكاثر (بويضة - ولودة)، ونوع التلقيح (داخلي - خارجي)، ونوع الإخصاب وميكانيكية حدوث التكاثر.
- طرق الاغتذاء

لا يمكن أن يتم تصنيف الكائنات الحية دون ذكر طريقة التغذية. التقسيم الأساسي للتغذية يكون على غرار: ذاتية التغذية - غير ذاتية التغذية. وأيضاَ ذاتية التغذية تقسم إلى (حرة المعيشة - متطفلة - مترممة). وتقسم أيضاً حرة المعيشة إلى (لاحمة - نباتية - قارته).
- علم الأحافير

يمكن تصنيف الكائنات القديمة مثل الدينصورات والتعرف على أصولها عن طريق علم الأحافير والتعرّف على التركيب الأساسي لها والقوالب المتكونة عنها.
- علم الأجنة المقارن

يمكن من خلال مراحل تكون الجنين معرفة أوجه التشابه والاختلاف بين الكائنات الحية من خلال التعرف على التغييرات في مرحلة البلاستيوله وطول مرحلة الحمل.

## التعريف
قام علماء الأحياء وعلماء التصنيف بعدة محاولات لتحديد الأنواع، بدءًا من علم التشكل ثم علم الوراثة. لم يكن لدى علماء التصنيف الأوائل مثل لينيوس خيار سوى وصف ما رأوه: تم إضفاء الطابع الرسمي على ذلك فيما بعد كمفهوم الأنواع النموذجية أو الشكلية. أكد إرنست ماير على أهمية مفهوم العزلة الإنجابية ولكن كان (مثل المفاهيم الأخرى عن الأنواع) من الصعب أو حتى من المستحيل اختباره.
حاول علماء الأحياء لاحقًا تحسين تعريف ماير من خلال مفاهيم التعرف على الأنواع واتصالها وبعض الأمور أخرى.
تتداخل وتتشابه العديد من المفاهيم الأخرى لذلك ليس من السهل حسابها: سجل عالم الأحياء مايدن حوالي 24 مفهومًا، وأحصى فيلسوف العلوم جون ويلكينز 26.
1. قام ويلكنز أيضًا بتجميع مفاهيم الأنواع ضمن سبعة أنواع أساسية من المفاهيم:
2. الأنواع الدقيقة للكائنات عديمة الجنس.
3. الأنواع الحيوية للكائنات الحية المعزولة تكاثريًا.
4. الأنواع البيئية المعتمدة على الأماكن البيئية المناسبة.
5. الأنواع التطورية القائمة على النسب.
6. الأنواع الجينية المعتمدة على مجموعة الجينات.
7. الأنواع الشكلية المعتمدة على الشكل أو النمط الظاهري.
8. الأنواع التصنيفية، وهو النوع كما يحدده خبير التصنيف.[24]

## مفهوم ماير عن الأنواع الحيوية
اقترح إرنست ماير مفهوم الأنواع البيولوجية عن العزلة الإنجابية المستخدم على نطاق واسع في عام 1942.
تستخدم معظم الكتب المدرسية الحديثة تعريف إرنست ماير لعام 1942 والمعروف باسم مفهوم الأنواع البيولوجية كأساس للنقاش حول تعريف الأنواع. ويسمى أيضًا مفهوم الإنجاب أو العزلة. ويعرف النوع بأنه:
وقد قيل أنَّ هذا التعريف هو نتيجة طبيعية لتأثير التكاثر الجنسي على طرق الانتقاء الطبيعي. كان استخدام ماير لكلمة «من المحتمل» موضع نقاش، تستثني بعض التفسيرات التزاوج غير الاعتيادي أو الاصطناعي الذي يحدث فقط في حالات الأسر، أو يشمل حيوانات قادرة على التزاوج ولكنها لا تفعل ذلك.

## مشكلة الأنواع
من الصعب تحديد الأنواع بطريقة قابلة للتطبيق على جميع الكائنات الحية. يسمى النقاش حول تحديد الأنواع مشكلة الأنواع. تم التعرف على المشكلة منذ عام 1859 عندما كتب داروين في كتابه (أصل الأنواع):

### عندما ينهار مفهوم ماير
يقتصر علماء الحفريات على الأدلة الشكلية عند تقرير ما إذا كانت أشكال الحياة الأحفورية لمثل هذه الكائنات شكلت نوعًا منفصلًا.
يوجد تعريف بسيط يتبع مفهوم ماير ينطبق بشكل صحيح على معظم الكائنات الحية متعددة الخلايا، ولكنه يفشل في عدة حالات:
- عندما تتكاثر الكائنات الحية غير الجنسية، كما هو الحال في الكائنات الفردية وحيدة الخلية مثل البكتيريا وغيرها من بدائيات النوى،[37] والكائنات الحية متعددة الخلايا ذات التوالد البكري أو التكاثر اللا اخصابي.[38][39][40] يُستخدم مصطلح أشباه الأنواع في بعض الأحيان للدلالة على الكائنات سريعة التحول مثل الفيروسات.[41][42]
- عندما لا يعرف العلماء ما إذا كانت مجموعتان متشابهتان من الناحية الشكلية من الكائنات قادرة على التزاوج، هذا هو الحال مع جميع أشكال الحياة المنقرضة في علم الحفريات، لأن تجارب التهجين غير ممكنة.[43]
- عندما يسمح التهجين بحدوث تبادل جيني كبير بين الأنواع.[44]
- في الأنواع الحلقية، عندما يتكاثر بنجاح أفراد المجموعات المجاورة ضمن مجال توزيع مستمر على نطاق واسع، لكن أفراد المجموعات البعيدة لا يفعلون ذلك. [45]

يصعب تحديد الأنواع من خلال التحقيق في الاختلافات الجزيئية والشكلية، يمكن تصنيف ذلك ضمن نوعين:
1. شكل واحد لسلالات متعددة (مثل التطور التقاربي).
2. سلالة واحدة لأشكال متعددة (تكيفية النمط الظاهري، تعدد مراحل دورة الحياة).[46] بالإضافة إلى ذلك: تجعل عملية نقل الجينات الأفقية (HGT) من الصعب تحديد نوع ما.[47] تفترض جميع تعاريف الأنواع أنَّ الكائن الحي يكتسب جيناته من والد واحد أو اثنين، ولكن هذا ليس ما يحدث في عملية نقل الجينات الأفقية.[48] هناك دليل قوي على حدوث هذه العملية بين مجموعات مختلفة جدًا من بدائيات النوى، وأحيانًا بين مجموعات مختلفة من حقيقيات النوى [47] بما في ذلك بعض القشريات والأنسجة الجلدية.[49]

لخص ذلك عالم الأحياء التطوري جيمس ماليت:

### مجموعات الكائنات الدقيقة
يضعف وجود الأنواع الدقيقة مفهوم الأنواع، تشكل مجموعات من الكائنات الحية بما في ذلك العديد من النباتات ذات الاختلاف الجيني الضئيل مجموعات الأنواع. على سبيل المثال: تعتبر هندباء الطرخشقون المخزني وثمر العليق الشجيري مجموعات مع العديد من الأنواع الدقيقة، ربما 400 نوع في حالة البلاك بيري وأكثر من 200 نوع في الهندباء، وهي معقدة بسبب التهجين والتكاثر اللا اخصابي وتعدد الصيغ الصبغية، مما يجعل من الصعب تحديد تبادل الجينات، وبالتالي تختلف الآراء حول تصنيفها. تحدث بعض التعقيدات في تصنيف الأنواع في الحشرات مثل فراشات الهلكونيوس، الفقاريات مثل الضفادع الشجرية، والفطريات مثل الأمانيت الطائر.

### تهجين
يمثل التهجين الطبيعي تحديًا لمفهوم الأنواع المعزولة تكاثريًا، حيث يسمح التهجين بتبادل الجينات بين جماعتين. على سبيل المثال: يصنف كل من الغراب البلدي والغراب المقنع على أنهما نوعان منفصلان، لكنهما يتزاوجان بحريّة حين تتداخل مناطقهما الجغرافية.

### أنواع حلقية
الأنواع الحلقية عبارة عن سلسلة متصلة من المجموعات المتجاورة، يمكن لكل منها أن يتزاوج جنسيًا مع مجموعات متجاورة مرتبطة به، ولكن يوجد على الأقل مجموعتان نهائيتان في هذه السلسلة ترتبطان ارتباطًا وثيقًا جدًا من خلال التهجين، وذلك على الرغم من وجود تبادل جينات محتمل بين كل تجمع مرتبط. قد تتعايش مثل هذه المجموعات غير المتكاثرة فيما بينها (على الرغم من ارتباطها وراثيًا) في نفس المنطقة وبالتالي تُغلق الحلقة. تشكل الأنواع الحلقية صعوبة في تحديد أي مفهوم للأنواع يعتمد على العزلة الإنجابية. ومع ذلك فإن الأنواع الحلقية نادرة جدًا في أحسن الأحوال. وتشمل الأمثلة المقترحة نوع النورس الأغبس في منطقة القطب الشمالي، وطيور النقشارة المخضرة في آسيا، ولكن هناك العديد من الأنواع التي صنفت حلقية، صنفت نتيجة لتصنيف خاطئ يقودنا إلى طرح تساؤلات حول ما إذا كان هناك بالفعل أي أنواع حلقية.

## نتائج عملية
يحتاج علماء الأحياء وعلماء الحفظ الحيوي إلى تصنيف الكائنات الحية وتحديدها تبعًا لسياق عملها. يعتبر تصنيف الكائنات الحية بشكل موثوق نوعًا من التهديد لصحة نتائج الأبحاث، على سبيل المثال: إجراء أبحاث لمدى انتشار الأنواع في نظام بيئي معين. أفادت الدراسات التي أجريت على الأنواع التي تصنف ضمن مفهوم الأنواع التطورية أنَّ عدد الأنواع أكبر بنسبة 48٪ وتشكل مجموعات أقل عددًا ذات نطاقات أصغر من الأنواع التي يشملها مفهوم الأنواع غير التطورية، ويدعى ذلك (التضخم التصنيفي)، والذي يمكن أن يعطي مظهرًا خاطئًا للتغيير في عدد الأنواع المهددة بالانقراض وما يترتب على ذلك من صعوبات. يزعم بعض المراقبين أن هناك تعارضًا أزليًا بين الرغبة في فهم عمليات الأنواع والحاجة إلى تحديدها وتصنيفها.
تضع قوانين الحماية في العديد من البلدان أحكامًا خاصة لمنع الأنواع من الانقراض. أدت مناطق التهجين بين نوعين (أحدهما محمي والآخر غير محمي) إلى تعارض بين المشرّعين ومالكي الأراضي وعلماء حماية الأنواع. نذكر واحدة من الحالات في أمريكا الشمالية هي حالة البومة الشمالية المرقطة المحمية والتي تهجّن مع بومة كاليفورنيا غير المحمية والبومة المخططة، وقد أدى ذلك إلى خلافات قانونية. ذكر البعض أنَّ مشكلة الأنواع تنشأ بسبب الاستخدامات المتنوعة لمفهوم الأنواع، وأن الحل هو التخلي عنه وعن جميع الطرق التصنيفية الأخرى، واستخدام مجموعات غير متسلسلة أحادية النمط بدلاً من ذلك. ونظرًا لأن الأنواع ليست قابلة للمقارنة فإن عدّها ليس مقياسًا صحيحًا للتنوع البيولوجي، وتم اقتراح مقاييس بديلة للتنوع البيولوجي التطوري.

## معرض صور

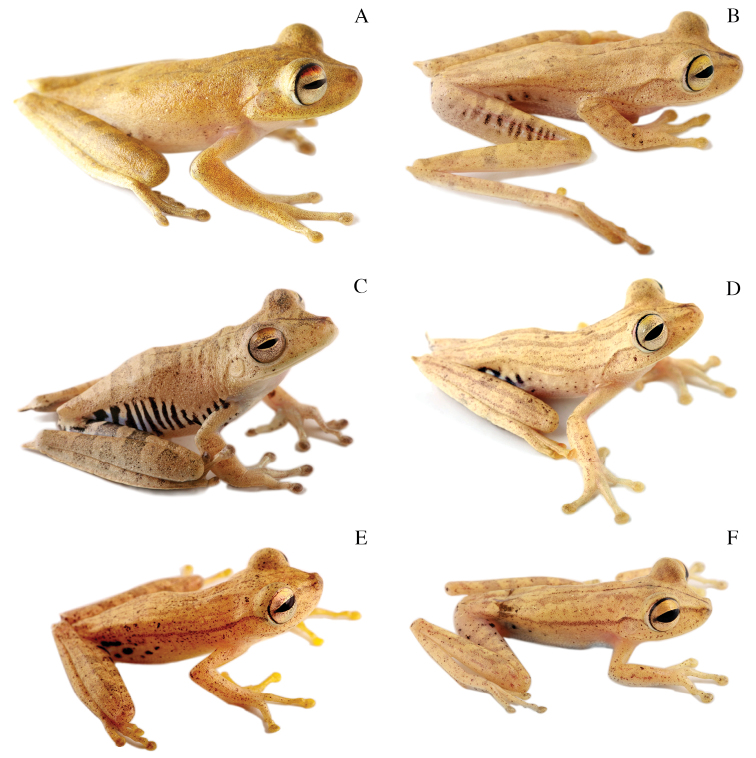
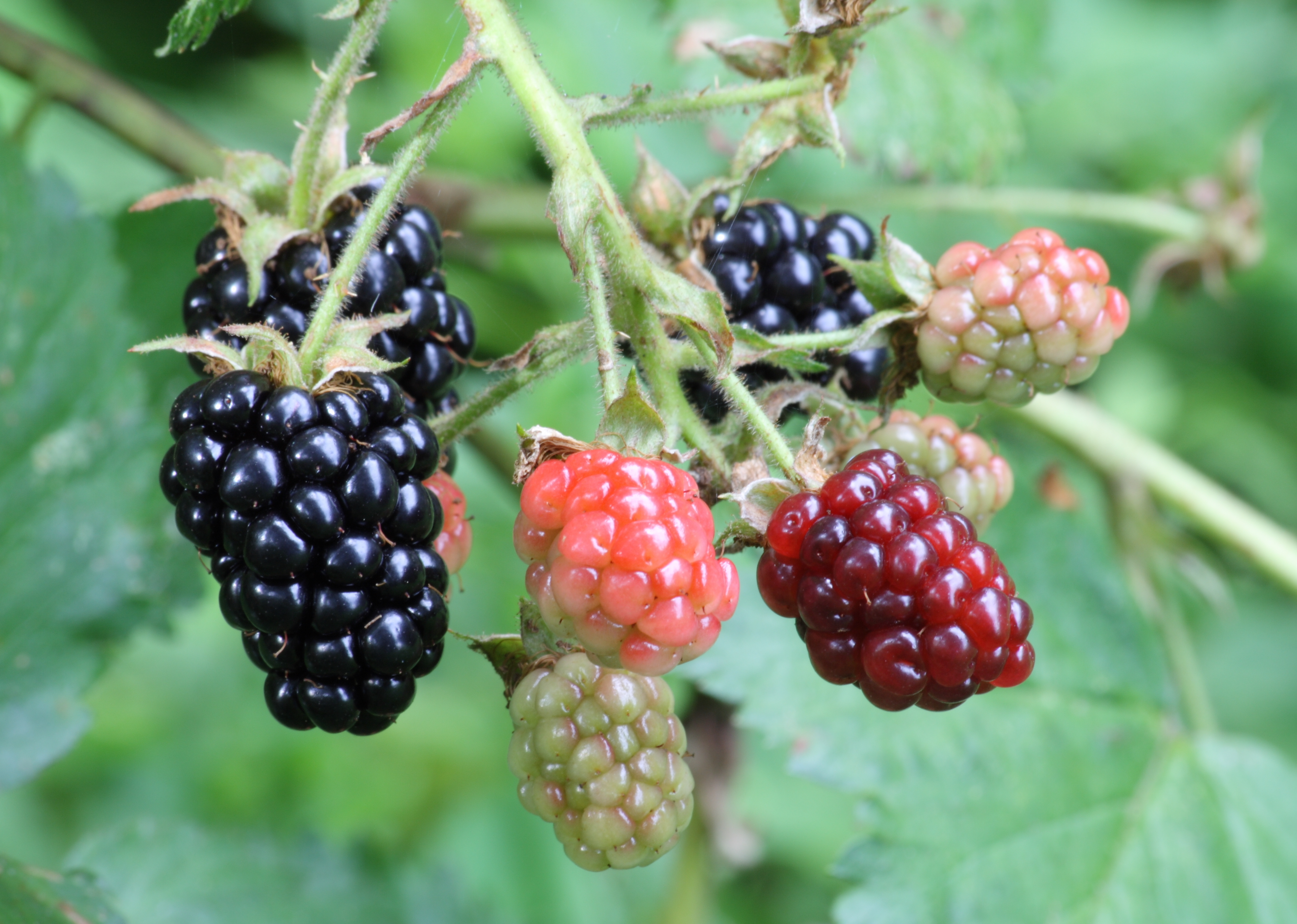
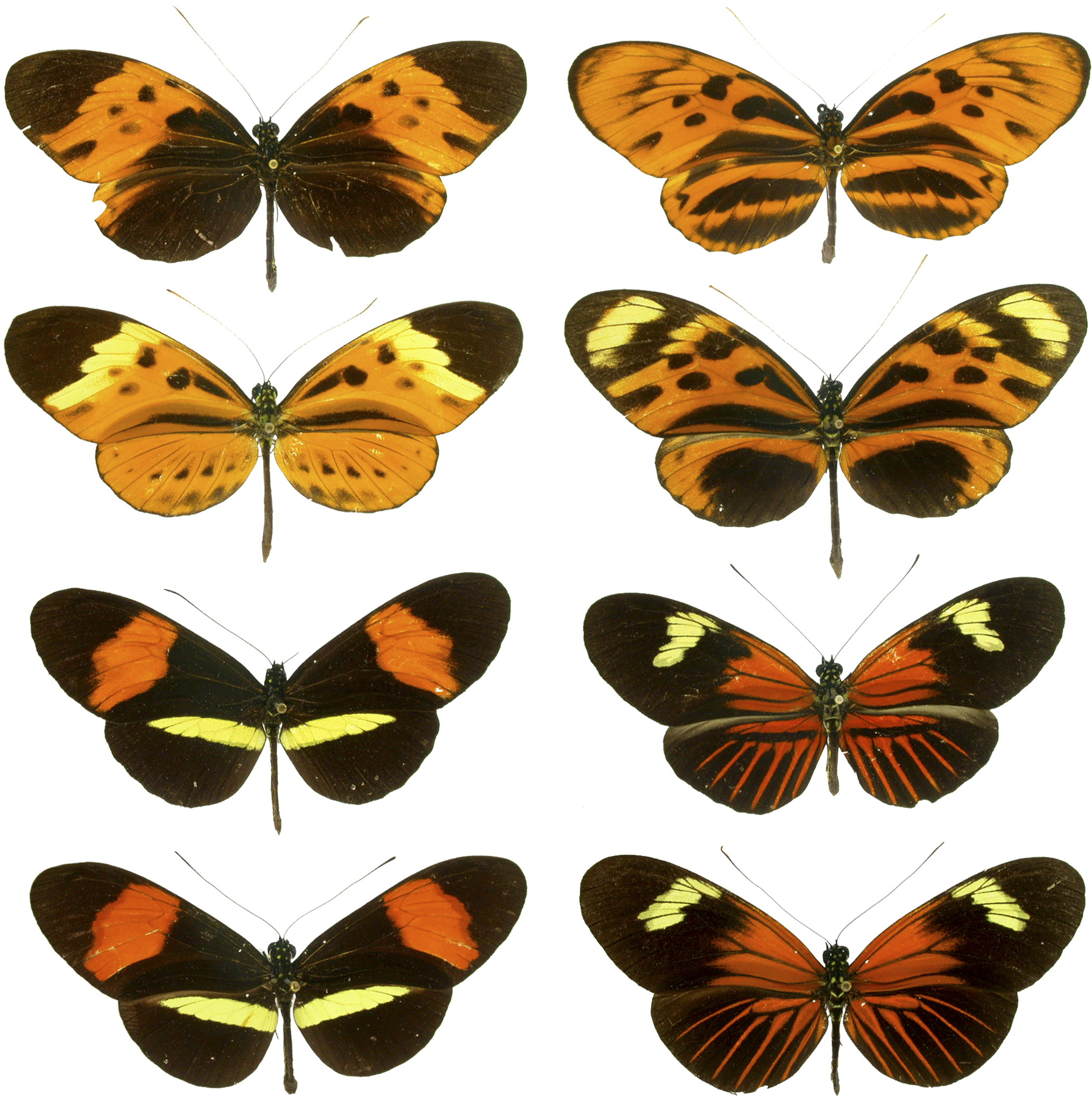